# カフリン州
カフリン州（カフリンしゅう、フランス語: Région de Kaffrine、ウォロフ語: Diiwaanu Kafrin）は、セネガルの州。州都はカフリン。面積11,057平方キロメートル、人口は約82万人（2023年国勢調査）。

## 歴史
2008年9月10日、カオラック州から東部のカフリン県とクンゲル県を分割して設置された。

## 隣接州
- ルーガ州
- タンバクンダ州
- ガンビア
- カオラック州
- ファティック州
- ディオイラ州

## 下位行政区画
カフリン州は4県から構成される。
- カフリン県 (Kaffrine)
- クンゲル県 (Koungheul)
- ビルキラネ県 (Birkilane)

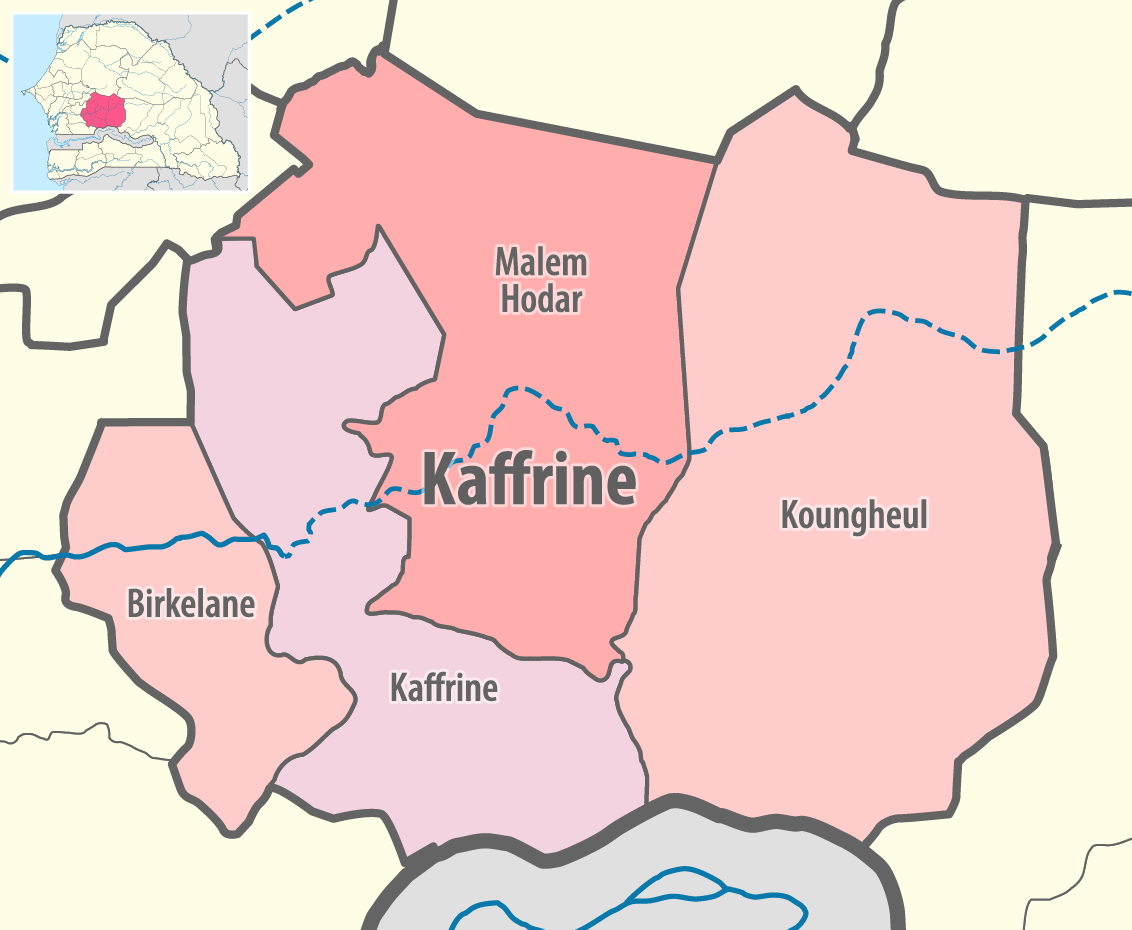
カフリン州の県

- マレム・ホダー県 (Malem Hodar)